# As It Was
As It Was is een nummer van de Engelse zanger Harry Styles, uitgebracht door Erskine en Columbia op 1 april 2022 als de eerste single van zijn derde studioalbum, Harry's House (2022). Het nummer is geschreven door Styles samen met de producers Kid Harpoon en Tyler Johnson .
As It Was kwam binnen op nummer één in de Billboard Hot 100, zijn tweede nummer 1-hit in de VS. In zijn thuisland kwam het nummer ook op 1 binnen in de UK Singles Chart. Naast deze twee landen kwam het nummer ook op 1 binnen in onder meer Vlaanderen (zijn eerste nummer 1-hit), Nederland, Griekenland, Ierland, Australië en Zweden.

## Achtergrond
Harry Styles kondigde op 23 maart 2022 de titel aan van zijn aanstaande derde studioalbum Harry's House, met de onthulling van het artwork, een trailer van 40 seconden en de releasedatum van het album op 20 mei 2022. Vijf dagen later kondigde hij de titel van de eerste single As It Was, samen met foto's van hem in een rode outfit en de releasedatum op 1 april 2022. Tegelijkertijd doken in verschillende steden posters op met de tekst "It's not the same as it was" en een foto van Styles zittend op een grote bal.  Hij bracht op 30 maart een teaser van de muziekvideo uit, met een "energieke drumbeat" en een "zonnige elektrische gitaarriff".

## Records
In de Verenigde Staten bevestigde Spotify dat de single op 2 april 2022 het meest gestreamde nummer op één dag in het land was, met 8,3 miljoen streams, een record dat voorheen in het bezit was van Olivia Rodrigo 's Drivers License met 8 miljoen streams. Het is tot nu toe ook het meest gestreamde nummer wereldwijd op Spotify op één dag voor 2022, met 21,6 miljoen streams.  In de Nederlandse Top 40 is de single de langst op nummer 1 genoteerde hit aller tijden, met achttien weken op de eerste plaats. De vorige recordhouder, Calvin Harris en Dua Lipa met One Kiss, stond twee weken korter op de eerste plaats.

## Videoclip
De videoclip voor As It Was werd uitgebracht, samen met de release van het nummer. In de clip voegt Styles zich bij zijn voormalige partner op een draaiend platform en voert hij choreografieën uit in de Barbican om negatieve emoties los te laten. De video werd gefilmd in Londen en werd geregisseerd door Tanu Muino, die verklaarde dat het regisseren van Styles "een droom van een bucketlist was die uitkomt", maar op de tweede opnamedag werd Muino's thuisland Oekraïne binnengevallen door Rusland, waardoor het proces een "bitterzoete" ervaring werd. Muino's quote na het uitbrengen: "Het wordt een videoclip die ik nooit zal vergeten en nu kan ik gelukkig met pensioen."

## Awards en nominaties
| Jaar | Organisatie             | Award                         | Resultaat   |
| ---- | ----------------------- | ----------------------------- | ----------- |
| 2022 | MTV Millennial Awards   | Global Hit of the Year        | Genomineerd |
| 2022 | MTV Video Music Awards  | Video of the Year             | Genomineerd |
| 2022 | MTV Video Music Awards  | Best Pop                      | Gewonnen    |
| 2022 | MTV Video Music Awards  | Best Direction                | Genomineerd |
| 2022 | MTV Video Music Awards  | Best Choreography             | Genomineerd |
| 2022 | MTV Video Music Awards  | Best Cinematography           | Gewonnen    |
| 2022 | LOS40 Music Awards      | Best International Song       | Genomineerd |
| 2022 | LOS40 Music Awards      | Best International Video      | Genomineerd |
| 2022 | UK Music Video Awards   | Best Pop Video - UK           | Gewonnen    |
| 2022 | MTV Europe Music Awards | Best Song                     | Genomineerd |
| 2022 | MTV Europe Music Awards | Best Video                    | Genomineerd |
| 2022 | NRJ Music Awards        | Video of The Year             | Gewonnen    |
| 2022 | NRJ Music Awards        | International Hit of the Year | Gewonnen    |
| 2022 | American Music Awards   | Favorite Music Video          | Genomineerd |
| 2022 | American Music Awards   | Favorite Pop Song             | Gewonnen    |
| 2023 | Grammy Awards           | Record of the Year            | Genomineerd |
| 2023 | Grammy Awards           | Song of the Year              | Genomineerd |
| 2023 | Grammy Awards           | Best Pop Solo Performance     | Genomineerd |
| 2023 | Grammy Awards           | Best Music Video              | Genomineerd |
| 2023 | Brit Awards             | Song of the Year              | Gewonnen    |

## Hitnoteringen

### Nederlandse Top 40
| Positie: | 2  | 1  | 1  | 1  | 1  | 1  | 2  | 1  | 1  | 1  | 1   | 1 | 1 | 1 | 1 | 1 | 1 | 1 | 1 | 1 |
| Week:    | 21 | 22 | 23 | 24 | 25 | 26 | 27 | 28 | 29 | 30 |     |   |   |   |   |   |   |   |   |   |
| Positie: | 2  | 5  | 10 | 10 | 12 | 14 | 20 | 23 | 33 | 39 | uit |   |   |   |   |   |   |   |   |   |

### Nederlandse Single Top 100
| Hitnotering: 09-04-2022 t/m 09-12-2023 Hitnotering: 06-01-2024 t/m 27-01-2024 Hitnotering: 18-05-2024 t/m 15-06-2024 Hitnotering: 29-06-2024 t/m 13-07-2024 | Hitnotering: 09-04-2022 t/m 09-12-2023 Hitnotering: 06-01-2024 t/m 27-01-2024 Hitnotering: 18-05-2024 t/m 15-06-2024 Hitnotering: 29-06-2024 t/m 13-07-2024 | Hitnotering: 09-04-2022 t/m 09-12-2023 Hitnotering: 06-01-2024 t/m 27-01-2024 Hitnotering: 18-05-2024 t/m 15-06-2024 Hitnotering: 29-06-2024 t/m 13-07-2024 | Hitnotering: 09-04-2022 t/m 09-12-2023 Hitnotering: 06-01-2024 t/m 27-01-2024 Hitnotering: 18-05-2024 t/m 15-06-2024 Hitnotering: 29-06-2024 t/m 13-07-2024 | Hitnotering: 09-04-2022 t/m 09-12-2023 Hitnotering: 06-01-2024 t/m 27-01-2024 Hitnotering: 18-05-2024 t/m 15-06-2024 Hitnotering: 29-06-2024 t/m 13-07-2024 | Hitnotering: 09-04-2022 t/m 09-12-2023 Hitnotering: 06-01-2024 t/m 27-01-2024 Hitnotering: 18-05-2024 t/m 15-06-2024 Hitnotering: 29-06-2024 t/m 13-07-2024 | Hitnotering: 09-04-2022 t/m 09-12-2023 Hitnotering: 06-01-2024 t/m 27-01-2024 Hitnotering: 18-05-2024 t/m 15-06-2024 Hitnotering: 29-06-2024 t/m 13-07-2024 | Hitnotering: 09-04-2022 t/m 09-12-2023 Hitnotering: 06-01-2024 t/m 27-01-2024 Hitnotering: 18-05-2024 t/m 15-06-2024 Hitnotering: 29-06-2024 t/m 13-07-2024 | Hitnotering: 09-04-2022 t/m 09-12-2023 Hitnotering: 06-01-2024 t/m 27-01-2024 Hitnotering: 18-05-2024 t/m 15-06-2024 Hitnotering: 29-06-2024 t/m 13-07-2024 | Hitnotering: 09-04-2022 t/m 09-12-2023 Hitnotering: 06-01-2024 t/m 27-01-2024 Hitnotering: 18-05-2024 t/m 15-06-2024 Hitnotering: 29-06-2024 t/m 13-07-2024 | Hitnotering: 09-04-2022 t/m 09-12-2023 Hitnotering: 06-01-2024 t/m 27-01-2024 Hitnotering: 18-05-2024 t/m 15-06-2024 Hitnotering: 29-06-2024 t/m 13-07-2024 | Hitnotering: 09-04-2022 t/m 09-12-2023 Hitnotering: 06-01-2024 t/m 27-01-2024 Hitnotering: 18-05-2024 t/m 15-06-2024 Hitnotering: 29-06-2024 t/m 13-07-2024 | Hitnotering: 09-04-2022 t/m 09-12-2023 Hitnotering: 06-01-2024 t/m 27-01-2024 Hitnotering: 18-05-2024 t/m 15-06-2024 Hitnotering: 29-06-2024 t/m 13-07-2024 | Hitnotering: 09-04-2022 t/m 09-12-2023 Hitnotering: 06-01-2024 t/m 27-01-2024 Hitnotering: 18-05-2024 t/m 15-06-2024 Hitnotering: 29-06-2024 t/m 13-07-2024 | Hitnotering: 09-04-2022 t/m 09-12-2023 Hitnotering: 06-01-2024 t/m 27-01-2024 Hitnotering: 18-05-2024 t/m 15-06-2024 Hitnotering: 29-06-2024 t/m 13-07-2024 | Hitnotering: 09-04-2022 t/m 09-12-2023 Hitnotering: 06-01-2024 t/m 27-01-2024 Hitnotering: 18-05-2024 t/m 15-06-2024 Hitnotering: 29-06-2024 t/m 13-07-2024 | Hitnotering: 09-04-2022 t/m 09-12-2023 Hitnotering: 06-01-2024 t/m 27-01-2024 Hitnotering: 18-05-2024 t/m 15-06-2024 Hitnotering: 29-06-2024 t/m 13-07-2024 | Hitnotering: 09-04-2022 t/m 09-12-2023 Hitnotering: 06-01-2024 t/m 27-01-2024 Hitnotering: 18-05-2024 t/m 15-06-2024 Hitnotering: 29-06-2024 t/m 13-07-2024 | Hitnotering: 09-04-2022 t/m 09-12-2023 Hitnotering: 06-01-2024 t/m 27-01-2024 Hitnotering: 18-05-2024 t/m 15-06-2024 Hitnotering: 29-06-2024 t/m 13-07-2024 | Hitnotering: 09-04-2022 t/m 09-12-2023 Hitnotering: 06-01-2024 t/m 27-01-2024 Hitnotering: 18-05-2024 t/m 15-06-2024 Hitnotering: 29-06-2024 t/m 13-07-2024 | Hitnotering: 09-04-2022 t/m 09-12-2023 Hitnotering: 06-01-2024 t/m 27-01-2024 Hitnotering: 18-05-2024 t/m 15-06-2024 Hitnotering: 29-06-2024 t/m 13-07-2024 | Hitnotering: 09-04-2022 t/m 09-12-2023 Hitnotering: 06-01-2024 t/m 27-01-2024 Hitnotering: 18-05-2024 t/m 15-06-2024 Hitnotering: 29-06-2024 t/m 13-07-2024 |
| Week: | 1 | 2 | 3 | 4 | 5 | 6 | 7 | 8 | 9 | 10 | 11 | 12 | 13 | 14 | 15 | 16 | 17 | 18 | 19 | 20 | |
| --- | --- | --- | --- | --- | --- | --- | --- | --- | --- | --- | --- | --- | --- | --- | --- | --- | --- | --- | --- | --- | --- |
| Positie: | 1 | 1 | 1 | 1 | 1 | 1 | 4 | 1 | 1 | 2 | 3 | 3 | 4 | 3 | 2 | 3 | 4 | 4 | 6 | 7 | |
| Week: | 21 | 22 | 23 | 24 | 25 | 26 | 27 | 28 | 29 | 30 | 31 | 32 | 33 | 34 | 35 | 36 | 37 | 38 | 39 | 40 | |
| Positie: | 7 | 4 | 6 | 8 | 9 | 15 | 18 | 20 | 21 | 24 | 24 | 31 | 30 | 34 | 29 | 34 | 45 | 81 | 23 | 31 | |
| Week: | 41 | 42 | 43 | 44 | 45 | 46 | 47 | 48 | 49 | 50 | 51 | 52 | 53 | 54 | 55 | 56 | 57 | 58 | 59 | 60 | |
| Positie: | 40 | 42 | 44 | 39 | 44 | 41 | 43 | 43 | 41 | 40 | 43 | 39 | 38 | 45 | 46 | 44 | 46 | 55 | 51 | 41 | |
| Week: | 61 | 62 | 63 | 64 | 65 | 66 | 67 | 68 | 69 | 70 | 71 | 72 | 73 | 74 | 75 | 76 | 77 | 78 | 79 | 80 | |
| Positie: | 18 | 28 | 40 | 42 | 43 | 47 | 53 | 48 | 56 | 55 | 58 | 62 | 62 | 57 | 66 | 69 | 74 | 69 | 71 | 67 | |
| Week: | 81 | 82 | 83 | 84 | 85 | 86 | | 87 | 88 | 89 | | 90 | 91 | 92 | 93 | | 94 | 95 | | 96 | |
| Positie: | 77 | 80 | 82 | 86 | 98 | 92 | uit | 56 | 81 | 94 | uit | 95 | 96 | 89 | 98 | uit | 98 | 92 | uit | 99 | |

### Ultratop 50 Vlaanderen
| Positie: | 1  | 1  | 1  | 1  | 1  | 1  | 2  | 1  | 1  | 1  | 1   | 1  | 1  | 1  | 1  | 2  | 2  | 3  | 4  | 7  |
| Week:    | 21 | 22 | 23 | 24 | 25 | 26 | 27 | 28 | 29 | 30 | 31  | 32 | 33 | 34 | 35 | 36 | 37 | 38 | 39 | 40 |
| Positie: | 7  | 3  | 5  | 2  | 5  | 6  | 7  | 8  | 4  | 20 | 11  | 27 | 20 | 20 | 20 | 17 | 24 | 17 | 11 | 7  |
| Week:    | 41 | 42 | 43 | 44 | 45 | 46 | 47 | 48 | 49 | 50 | 51  | 52 | 53 | 54 | 55 | 56 | 57 | 58 | 59 | 60 |
| Positie: | 12 | 14 | 19 | 19 | 16 | 9  | 25 | 18 | 33 | 31 | 14  | 27 | 31 | 23 | 31 | 34 | 27 | 36 | 43 | 31 |
| Week:    | 61 | 62 | 63 | 64 | 65 | 66 | 67 | 68 | 69 | 70 | 71  | 72 | 73 | 74 | 75 | 76 | 77 | 78 | 79 | 80 |
| Positie: | 31 | 36 | 36 | 10 | 37 | 35 | 39 | 41 | 41 | 44 | 40  | 44 | 48 | 44 | 46 | 47 | 49 | 44 | 37 | 48 |
| Week:    | 81 | 82 | 83 | 84 | 85 | 86 | 87 | 88 | 89 | 90 |     |    |    |    |    |    |    |    |    |    |
| Positie: | 45 | 37 | 40 | 40 | 28 | 42 | 47 | 43 | 44 | 47 | uit |    |    |    |    |    |    |    |    |    |

### NPO Radio 2 Top 2000
| Nummer met noteringen in de NPO Radio 2 Top 2000 | '22 | '23 | '24 |
| ------------------------------------------------ | --- | --- | --- |
| As It Was                                        | 445 | 196 | 341 |

1. ↑  Een vetgedrukt getal geeft de hoogste notering aan.
2. ↑  2022 was het eerste jaar met een notering voor dit nummer.